# Rodney Kongolo
Rodney Nkele Kongolo (Rotterdam, 9 gennaio 1998) è un calciatore olandese di origini congolesi, centrocampista svincolato.

## Biografia
È il fratello minore di Terence, a sua volta calciatore.

## Caratteristiche tecniche
È un centrocampista centrale.

## Carriera

### Club

#### Gli inizi
Cresciuto nel settore giovanile del Feyenoord, nel marzo 2014 viene acquistato dal Manchester City che lo aggrega al proprio settore giovanile.
Dopo essersi messo in mostra nel vivaio dei Citizens, il 3 agosto 2017 viene ceduto in prestito annuale al Doncaster. Il 5 agosto successivo esordisce fra i professionisti disputando l'incontro di Football League One pareggiato 0-0 contro il Gillingham. Trova la sua prima rete tre giorni dopo in occasione del match di EFL Cup vinto 3-2 contro il Bradford City.
Chiude la sua prima stagione fra i professionisti disputando 35 incontri di campionato e 7 nelle coppe nazionali.

#### Heerenveen e Cosenza
Il 18 luglio 2018 viene ceduto a titolo definitivo all'Heerenveen.
Il 31 gennaio 2022 viene ceduto a titolo definitivo al Cosenza dove, in un anno, raccoglie 15 presenze prima che il 16 gennaio 2023 risolvesse il contratto con la società calabrese.

## Statistiche

### Presenze e reti nei club
Statistiche aggiornate al 10 maggio 2024.
| Stagione          | Squadra           | Campionato        | Campionato | Campionato | Coppe nazionali | Coppe nazionali | Coppe nazionali | Coppe continentali | Coppe continentali | Coppe continentali | Altre coppe | Altre coppe | Altre coppe | Totale | Totale | Totale |
| Stagione          | Squadra           | Comp              | Pres       | Reti       | Comp            | Pres            | Reti            | Comp               | Pres               | Reti               | Comp        | Pres        | Reti        | Pres   | Reti   |        |
| ----------------- | ----------------- | ----------------- | ---------- | ---------- | --------------- | --------------- | --------------- | ------------------ | ------------------ | ------------------ | ----------- | ----------- | ----------- | ------ | ------ | ------ |
| 2017-2018         | Doncaster         | FL1               | 35         | 0          | FACup+CdL       | 3+3             | 0+1             | -                  | -                  | -                  | FLT         | 1           | 0           | 42     | 1      |        |
| 2018-2019         | Heerenveen        | ED                | 9          | 0          | CO              | 1               | 0               | -                  | -                  | -                  | -           | -           | -           | 10     | 0      |        |
| 2019-2020         | Heerenveen        | ED                | 26         | 4          | CO              | 3               | 0               | -                  | -                  | -                  | -           | -           | -           | 26     | 4      |        |
| 2020-2021         | Heerenveen        | ED                | 31         | 1          | CO              | 4               | 1               | -                  | -                  | -                  | -           | -           | -           | 35     | 2      |        |
| 2021-gen. 2022    | Heerenveen        | ED                | 10         | 0          | CO              | 2               | 0               | -                  | -                  | -                  | -           | -           | -           | 12     | 0      |        |
| Totale Heerenveen | Totale Heerenveen | Totale Heerenveen | 76         | 5          |                 | 10              | 1               |                    | -                  | -                  |             | -           | -           | 86     | 6      |        |
| gen.-giu. 2022    | Cosenza           | B                 | 13+2       | 0          | CI              | -               | -               | -                  | -                  | -                  | -           | -           | -           | 15     | 0      |        |
| 2022-gen. 2023    | Cosenza           | B                 | 0          | 0          | CI              | 0               | 0               | -                  | -                  | -                  | -           | -           | -           | 0      | 0      |        |
| Totale Cosenza    | Totale Cosenza    | Totale Cosenza    | 13+2       | 0          |                 | 0               | 0               |                    | -                  | -                  |             | -           | -           | 15     | 0      |        |
| 2023-2024         | Roda JC           | EED               | 32+2       | 1          | CO              | 0               | 0               | -                  | -                  | -                  | -           | -           | -           | 34     | 1      |        |
| Totale carriera   | Totale carriera   | Totale carriera   | 160        | 5          |                 | 16              | 2               |                    | -                  | -                  |             | 1           | 0           | 177    | 7      |        |